# Monte Cinto
Pour les articles homonymes, voir Monte Cinto (navire de 1969) et Monte Cinto (navire de 1984).
Le Monte Cinto est le plus haut sommet de Corse et culmine à 2 706 m. Il est le point culminant du massif du même nom, dans le nord-ouest de l'île, et le point culminant du département de la Haute-Corse.

## Toponymie

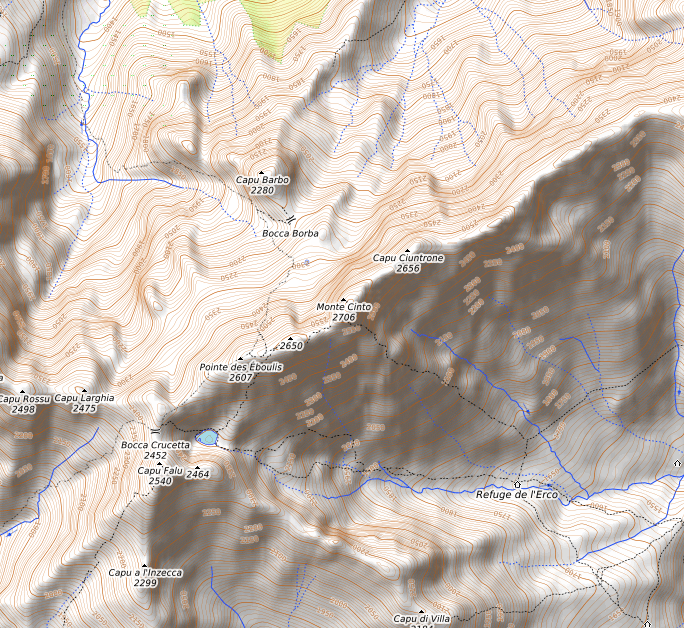
Carte topogaphique.

Le nom en corse du sommet est monte Cintu, littéralement « mont Ceint ».

## Géographie

### Situation
Situé sur les communes d'Asco et de Lozzi dans le département de la Haute-Corse, le Monte Cinto est la plus haute cime d'un contrefort délimitant le Niolo et la Caccia.

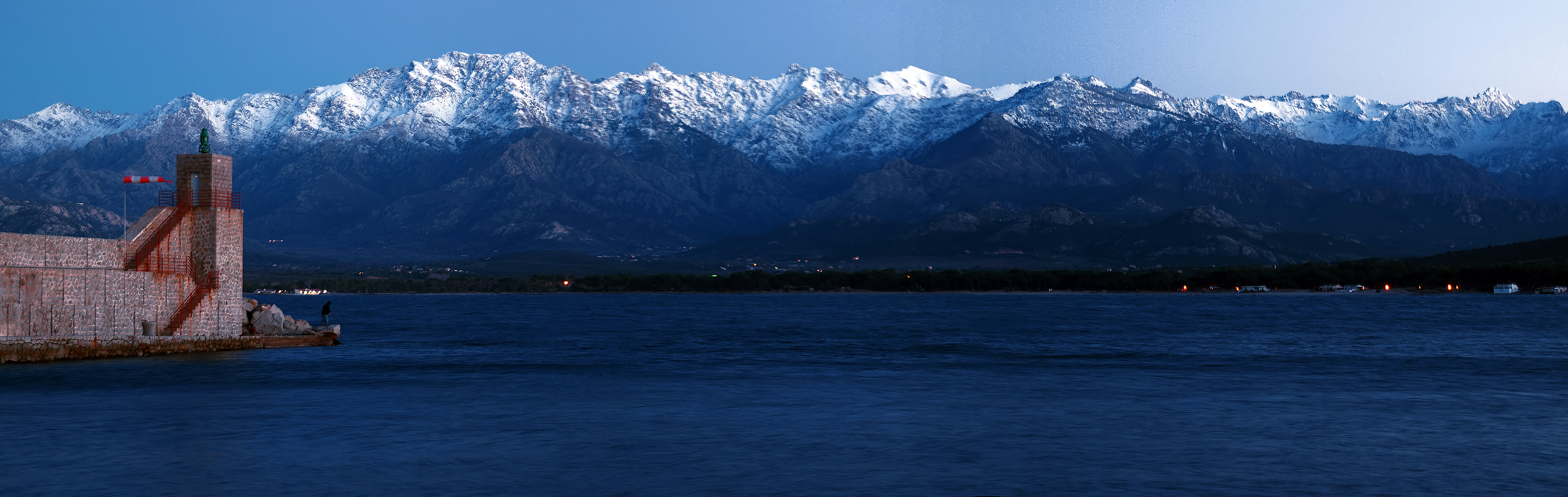
Chaîne montagneuse vue depuis Calvi. À droite, le Monte Cinto et la Punta Minuta.

### Topographie

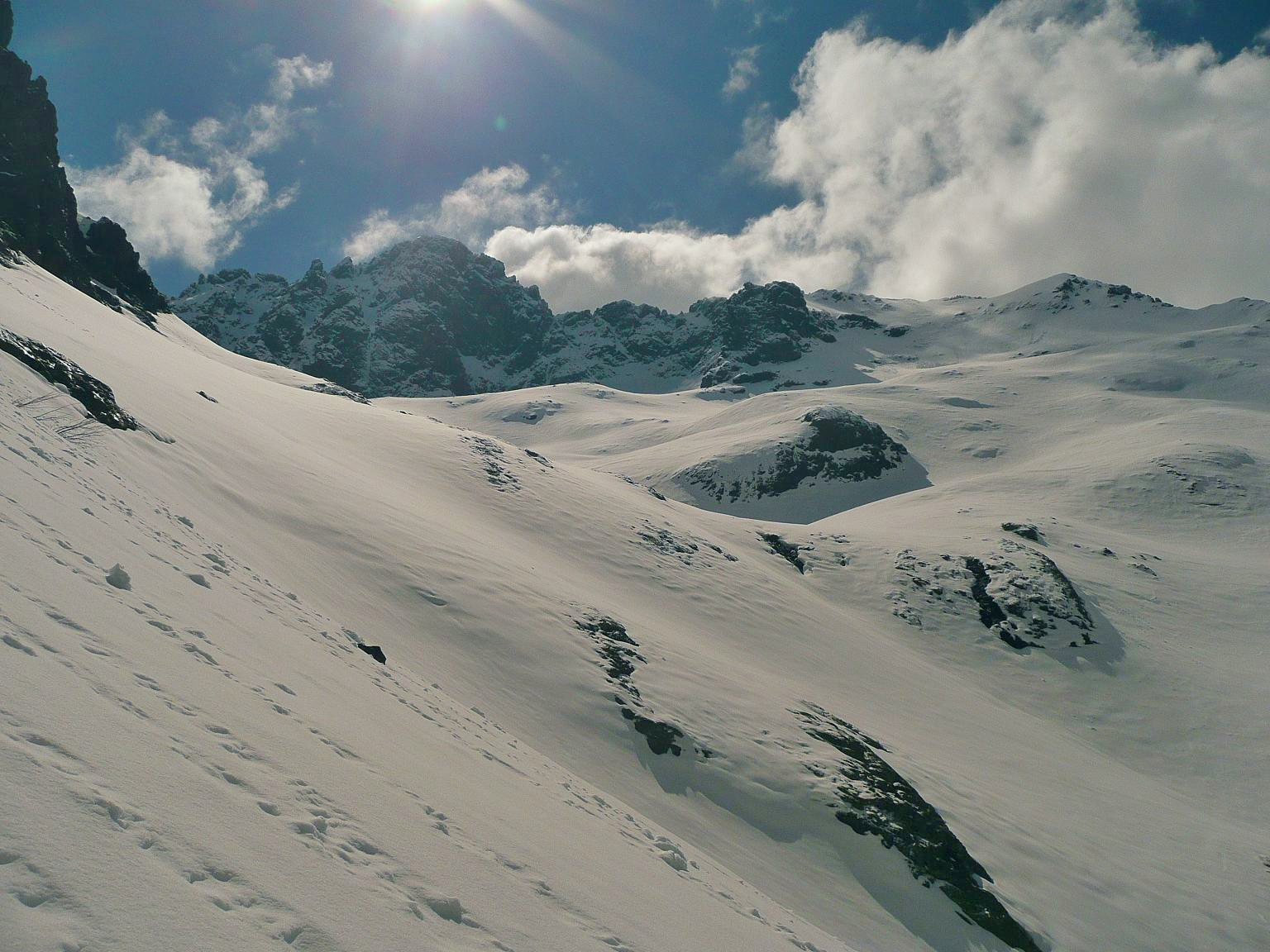
Vue du Monte Cinto depuis les pentes du versant nord.
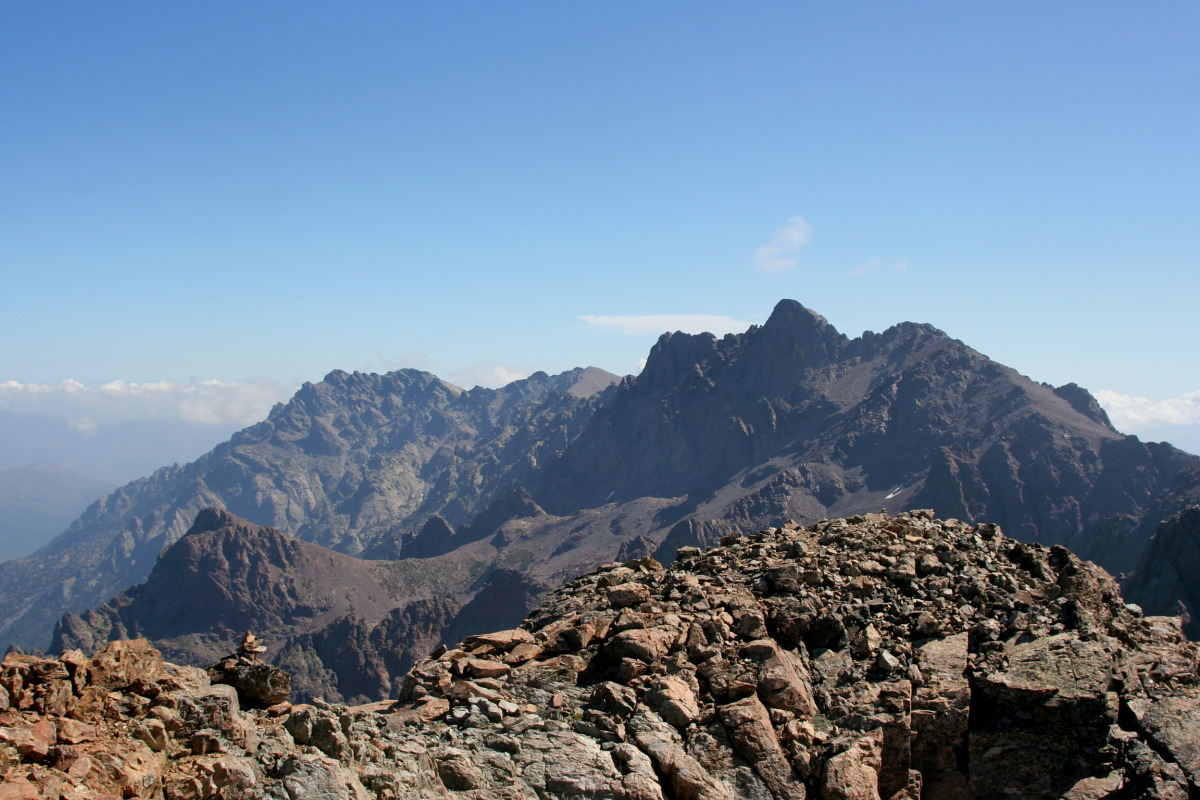
Vue du Monte Cinto depuis la Punta Minuta.
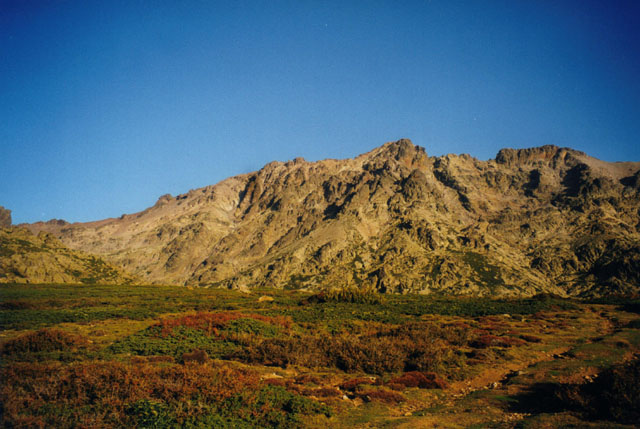
Vue du Monte Cinto depuis le refuge de l'Ercu.
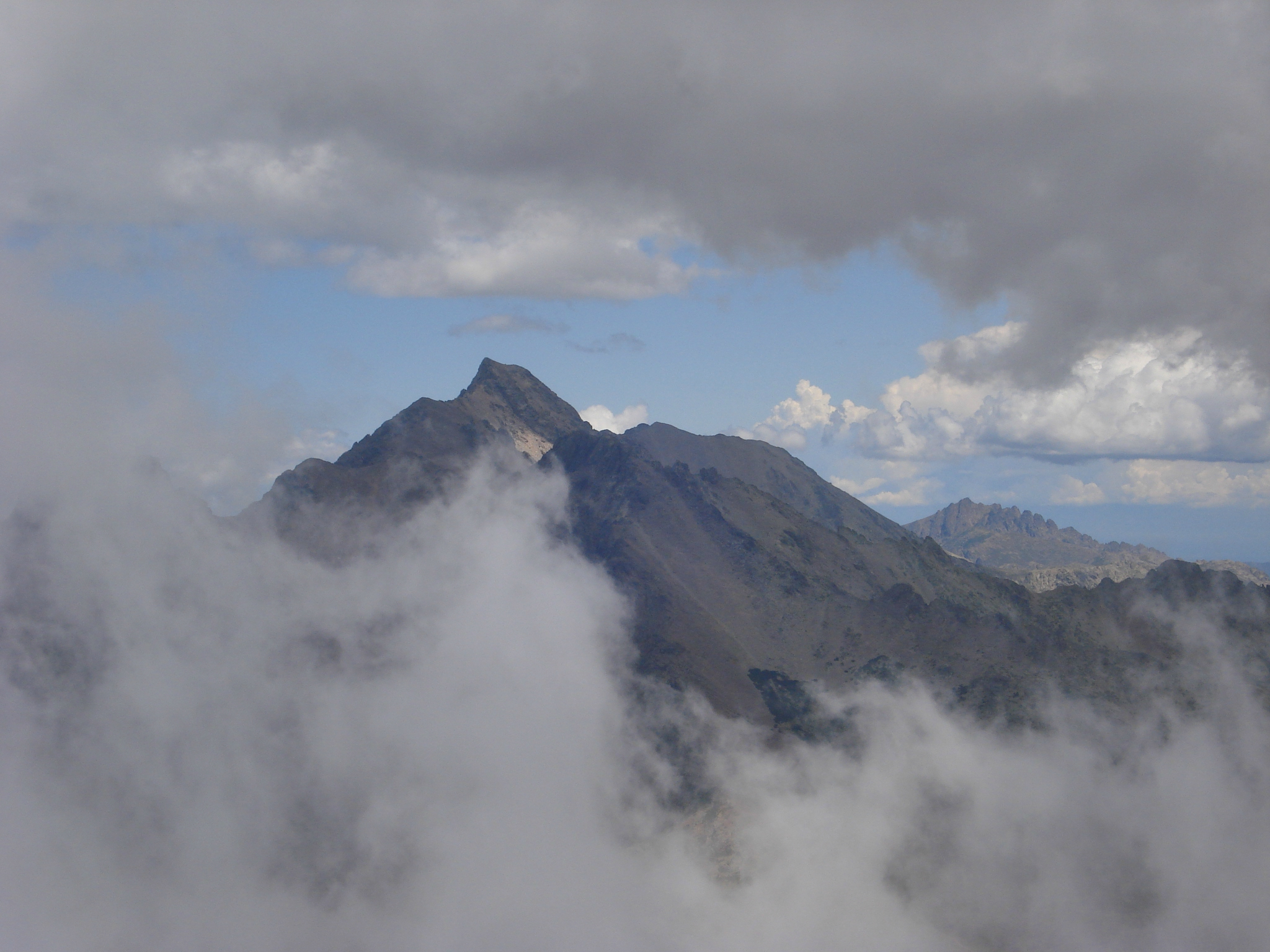
Vue du Monte Cinto depuis la Paglia Orba.
Animation représentant le Monte Cinto en trois dimensions.

### Hydrographie
Le Monte Cinto est la plus haute cime d'un contrefort délimitant les vallées de l'Asco et du Golo. Le Monte Cinto domine directement le lac du Cinto et le lac d'Argento.

Le Monte Cinto vu depuis les environs de Calacuccia (Niolo).

### Faune et flore
La faune avienne est particulièrement riche : Milan royal...

## Histoire
La première ascension touristique connue est celle d'Édouard Rochat et de ses compagnons faite par le versant sud le 6 juin 1882. Puis le 26 mai 1883 c'est au tour de l'alpiniste anglais Francis Fox Tuckett accompagné du guide François Devouassoud ainsi que du peintre montagnard Compton, de traverser le mont en passant par la brèche qui porte actuellement son nom.

## Activités

### Randonnée et alpinisme
Le Cinto est une longue course de plus de 8 heures qui présente des difficultés, et devient réellement difficile par mauvais temps, avec des barres rocheuses à franchir, un parcours qui a tendance à descendre et remonter, et des risques de chutes de pierres, malgré des mains courantes pour aider à franchir.
Pour atteindre le sommet du Monte Cinto, il est possible de partir d'Asco, au nord, ou de Lozzi, au sud, les deux itinéraires étant des randonnées difficiles.

Panorama au sommet.